# Partido Republicano Radical

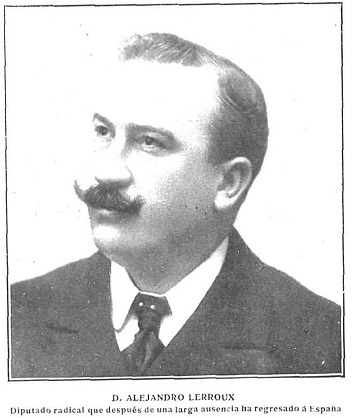
Alejandro Lerroux

De Partido Republicano Radical (afk.: PRR, Nederlands: Partij van Radicale Republikeinen) was een Spaanse politieke partij.
De PRR werd in 1908 opgericht door de republikein Alejandro Lerroux. De PRR streefde naar een Spaanse republiek, parlementaire democratie, scheiding van kerk en staat en een vrijemarkteconomie. Daarnaast was de PRR gekant tegen een federalistisch Spanje. De PRR vond haar aanhang onder de (hogere) middenklasse en zakenlieden. Was de partij oorspronkelijk links, in de jaren 20 schoof de partij op naar het midden. Ontevredenheid over deze ontwikkelingen leidde in 1929 tot de Partido Republicano Radical Socialista onder Marcelino Domingo. 
In april 1931 werd Spanje een republiek en hiermee werd het belangrijkste programmapunt van de PRR verwezenlijkt. Inmiddels was de PRR nog iets verder naar rechts opgeschoven en werd de partij min of meer beschouwd als een centrumrechtse partij. In juni behaalde de PRR 89 zetels in het parlement en werd daarmee de tweede partij na de sociaaldemocratische PSOE (127 zetels). Van april tot december 1931 was Diego Martínez Barrio van de PRR minister van Communicatie en van oktober tot december 1931 was Lerroux minister van Buitenlandse Zaken in de republikeinse eenheidsregering van Manuel Azaña. Na december 1931 waren er geen PRR-leden meer in de centrumlinkse regering van Azaña vertegenwoordigd.
De rechtervleugel van de PRR voerde heftige oppositie tegen de hervormingen van Azaña en stuurde aan op een samenwerking met (centrum)rechts. Toen in september 1933 het centrumlinkse kabinet viel werd Lerroux overgangspremier. In oktober 1933 was Martínez Barrio premier tot de verkiezingen van november van dat jaar. De verkiezingen van november 1933 werden gewonnen door de centrumrechtse CEDA, maar president Niceto Alcalá Zamora weigerde CEDA-leider Gil Robles tot premier te benoemen. Alcalá Zamora verzocht Lerroux een regering te vormen die gesteund zou worden door de CEDA. Lerrouxs PRR leverde sindsdien tot september 1935 de premier en maakte tot december 1935 deel uit van de regering. Onder Lerroux werd de Opstand van Oktober 1934 hardhandig onderdrukt. De hervormingen van Azaña's kabinet werden grotendeels teruggedraaid en in oktober 1934 werd de CEDA in de regering opgenomen. De linkse oppositie noemde de periode Bienio Negro ("De twee zwarte jaren").
De wijdverbreide corruptie van Lerroux brak ten slotte de partij op. Medio 1934 scheidde de linkervleugel van de PRR onder Diego Martínez Barrio zich van de PPR af en vormde de Unión Republicana (UR). Nadat Lerroux in 1935 na een financieel schandaal moest aftreden, stortte de partij in elkaar. Bij de verkiezingen van februari 1936 leed de PRR een nederlaag en verdween de partij van het toneel.

## PRR-ministers
- Alejandro Lerroux
- Diego Martínez Barrio
- Antonio de Lara y Zárate
- Ricardo Samper Ibáñez
- Rafael Guerra del Río
- Juan José Rocha García
- José Estadella Arnó
- José Pareja Yébenes
- Diego Hidalgo Durán
- Manuel Maracco Ramón
- Rafael Salazar Alonso
- Vicente Cantos Figuerola
- Eloy Vaquero Cantillo
- Andrés Orozco Batista
- Gerardo Abad Conde
- Juan José Benayas
- César Jalón Aragón
- Joaquín de Pablo-Blanco Torres
- Juan Bardají López
- Juan Usabiaja Lasquivar
- Manuel Becerra Fernández